# إن إي سي أس إكس-9

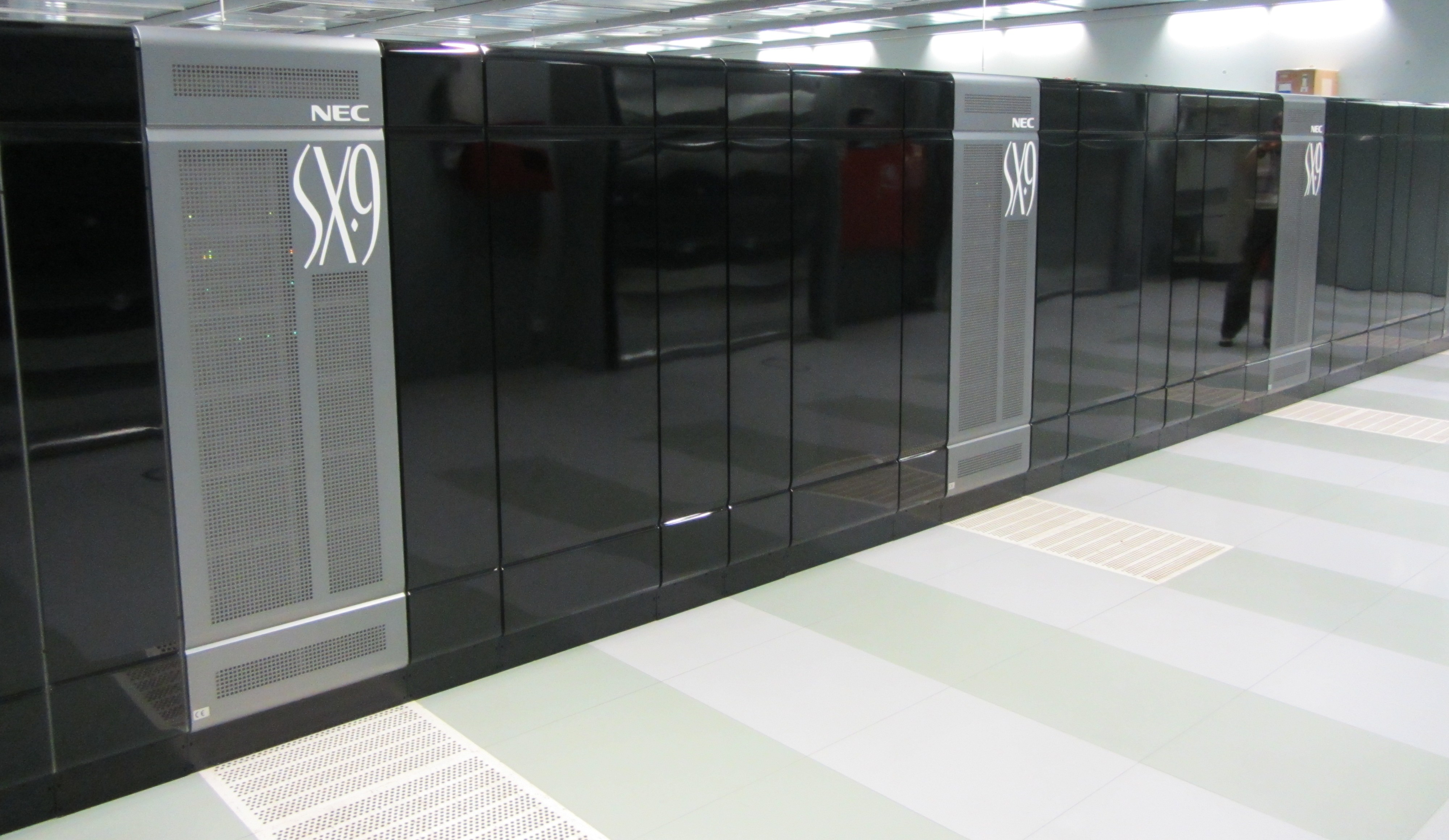

SX-9:هو حاسب عملاق من صنع شركة إن إي سي.وهو يحوي نظام SMP وتستخدم رقاقة معالج شعاعي محسنة قدمت في SX-6.ويعمل على تردد 3.2 GHz مع ثمان قنوات خط أنابيب (توضيح) شعاعية يحوي كل منها على وحدتي ضرب ووحدتي جمع.
وهذا أدى إلى رفع أدائه في ذروته أكبر بقليل من 100 فلوبس.ومن أجل التعليمات الغير شعاعية يوجد معالج أحادي سرعته بنصف سرعة المعالجات الشعاعية أي ما يقارب 1.6 GHz.ويتسع ل16 معالج وذاكرة بسعة 1 تيرابايت كل عقدة مغلفة بنظام تبريد منفصل.
يبدأ مجال SX-9 series من عقدة وحيدة SX-9/B ب4 معالجات وينتهي ب512 عقدة أي 8,192 معالج أي 2×128 GB/s عقدة. ويعمل على نظام التشغيل SUPER-UX شبيه يونكس.

ويعتبر SX-9 من أسرع المعالجات الشعاعية في العالم
http://doi.ieeecomputersociety.org/10.1109/IPDPS.2009.5161089</references>
http://insidehpc.com/2008/11/12/nec-sx-9-and-the-hpc-challenge-a-fairy-tale-story/</references> ويعتبر الحاسب ذو 512 عقدة الحاسب الشعاعي الأسرع في وقت إصداره في 2008.

## Single Node SX Systems
|                           | SX-9         |
| ------------------------- | ------------ |
| Max. وحدة معالجة مركزيةs  | 16           |
| Peak CPU فلوبس            | 102.4        |
| Peak System GFLOPS        | 1638         |
| Max. Main Memory          | 1 TB (1 TiB) |
| System Memory B/W (GB/s)  | 4096         |
| Memory B/W per CPU (GB/s) | 256          |

## Multi Node SX Systems
|                         | SX-9   |
| ----------------------- | ------ |
| Max. Nodes              | 512    |
| Max. CPUs               | 8192   |
| Peak TFLOPS             | 839    |
| Max. Main Memory        | 512 TB |
| Total Memory B/W (TB/s) | 2048   |

## ملخص مواصفات المنتج من شركة NEC
- 1.6 TFLOPS max. peak performance per node
- Up to 16 CPUs per node, manufactured in 65 nm CMOS technology
- Up to 64 GB of memory per CPU, 1 TB in a single node
- Up to 4 TB/s bandwidth per node, 256 GB/s per CPU
- IXS Super-Switch between nodes, up to 512 nodes supported, 256 GB/s per node (128 GB/s for each direction)
- 50% less power consumption compared to the NEC SX-8R